# Хизр-Ходжа
Хизр-Ходжа (*д/н — 1399) — хан Східного Чагатайського улусу (Могулістану) в 1389—1399 роках.

## Життєпис
Походив з династії Чингізидів. Син Туглуг-Тимура, хана Чагатайського улусу. На момент смерті батька у 1363 році був доволі малим. У 1368 році під час змови Камар ад-Діна Дуглата проти хана Ільяс-Ходжи (зведеного брата Хизр-Ходжи), зумів врятуватися в еміра Худайдади. Разом з ним втік до Бадахшану, де оголосив себе ханом.
Скориставшись поразками Камар ад-Діна у 1370—1371 та 1375 роках у війнах з Тамерланом, хизр-Ходжа захопив Кашгар з навколишньою областю. Втім, фактичним правителем був емір Худайдада. У 1377 році проти них рушили війська Тамерлана, який водночас завдав нової поразки Камар ад-Діну. В результаті Омар-Шейх, син Тамерлана, завдав рішучої поразки Хизр-Ходже, захопивши Кашгар. У полон потрапили мати й більшість родини. Сам Хизр-Ходжа і Худайдада врятувалися втечею.
У 1387 році після нової поразки Камар ад-Діна від Тамерлана війська Хизр-Ходжи зуміли заволодіти значною частиною Могулістана. Тоді Хиз-Ходжа отримав реальний титул правителя цієї держави. Водночас йому довелося воювати проти Камар ад Діна, Тамерлана і бунтівних племен.
Втім, у 1389 році стикнувся з новим наступом Тамерлана. Спочатку Хизр-Ходже в районі Мулгу-тау вдалося відбити війська супротивника, які змушені були відступити до Юлдуза. Проте проти хана виступив особисто Тамерлан, який у двох битвах — біля Кошункая та Кара-Таши — завдав поразок Хизр-Ходжі. У 1390 році Хизр-Ходжа не допоміг Камар ад-Діну, коли відбувся новий похід Тамерлана. Того ж року він визнав владу останнього.
Втім, залежність Хизр-Ходжи була суто номінально. Поступово він відновив владу в більшій частині Могулістана, а також знову підкорив турфанську оазу, місто Кара-Ходжа та південних уйгурів, який навернув в іслам. Разом з тим дотримувався миру з Тамерланом, який було закріплено шлюбом між донькою Хизр-Ходжи — Таваккул-ханим — і Тамерланом.
Помер Хизр-Ходжа у 1399 році. Після його смерті почалася боротьба між його синами — Шамс-і-Джаганом, Мухаммадом, Шер-Алі-огланом і Шах Джаханом.